# Kalina (Estonia)
Kalina – wieś w Estonii, w prowincji Virumaa Wschodnia, w gminie Mäetaguse.

## Liczba mieszkańców wsi w latach 2002–2014
| Rok  | Liczba ludności |
| 2002 | 70              |
| 2003 | 74              |
| 2004 | 76              |
| 2005 | 82              |
| 2006 | 83              |
| 2007 | 83              |
| 2008 | 83              |
| 2009 | 85              |
| 2010 | 82              |
| 2011 | 88              |
| 2012 | 92              |
| 2013 | 88              |
| 2014 | 85              |